# La Libertad (Suchiate)
La Libertad es una localidad del estado mexicano de Chiapas. Es parte del municipio de Suchiate.

## Demografía
| Gráfica de evolución demográfica |
|                                  |

| Censo | Población |
| ----- | --------- |
| 1930  | 215       |
| 1940  | 578       |
| 1950  | 812       |
| 1960  | 1 089     |
| 1970  | 1 433     |
| 1980  | 1 932     |
| 1990  | 3 562     |
| 2000  | 4 053     |
| 2010  | 4 500     |
| 2020  | 5 096     |